# Nicolae Regman
Nicolae Regman (n. ? Sighișoara  - d. ?) a fost delegat la Marea Adunare Națională de la Alba Iulia.

## Biografie
S-a născut în Sighișoara, jud. Târnava Mare unde și-a făcut și studiile secundare. Teologia a absolvit-o în Sibiu.  Și-a luat doctoratul în filosofie și pedagogie la Universitatea din Iena.  A fost profesor, inspector, inspector-șef, inspector general școlar și prefect de Bihor și Sibiu. 